# Humber (bilmärke)

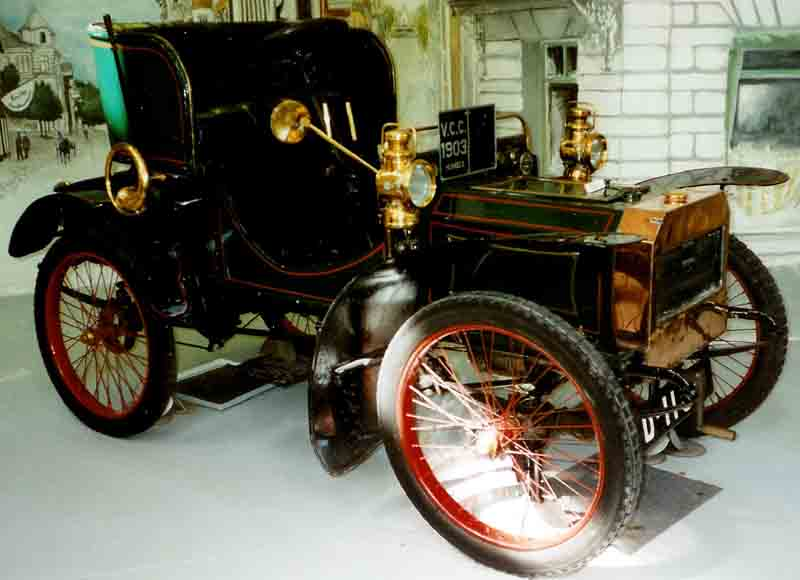
1903 Humber Humberette

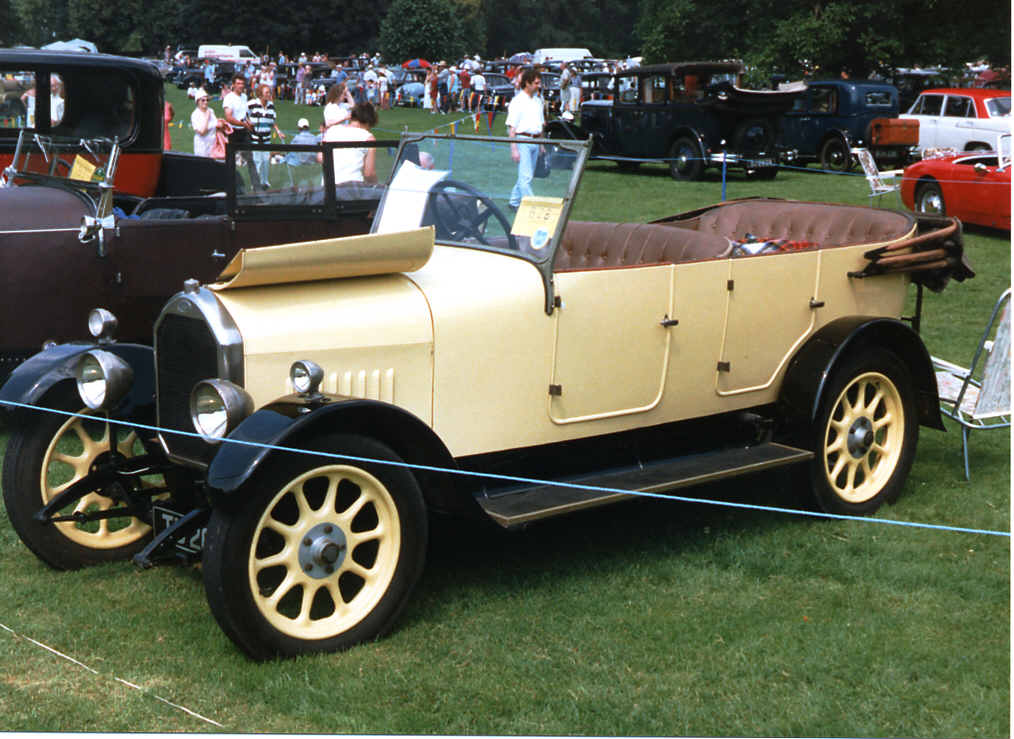
1926 Humber 9/20 tourer

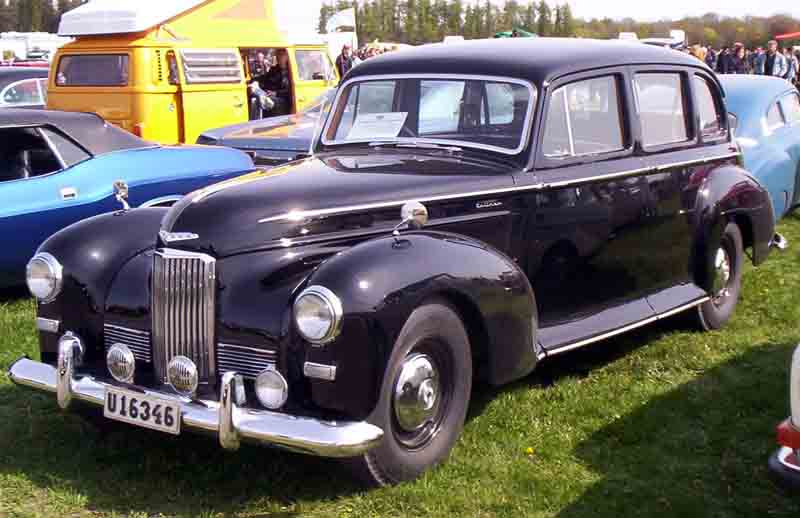
Humber Pullman

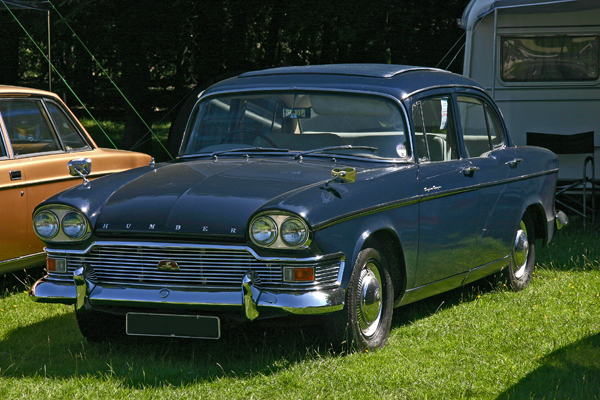
Humber Super Snipe Series III

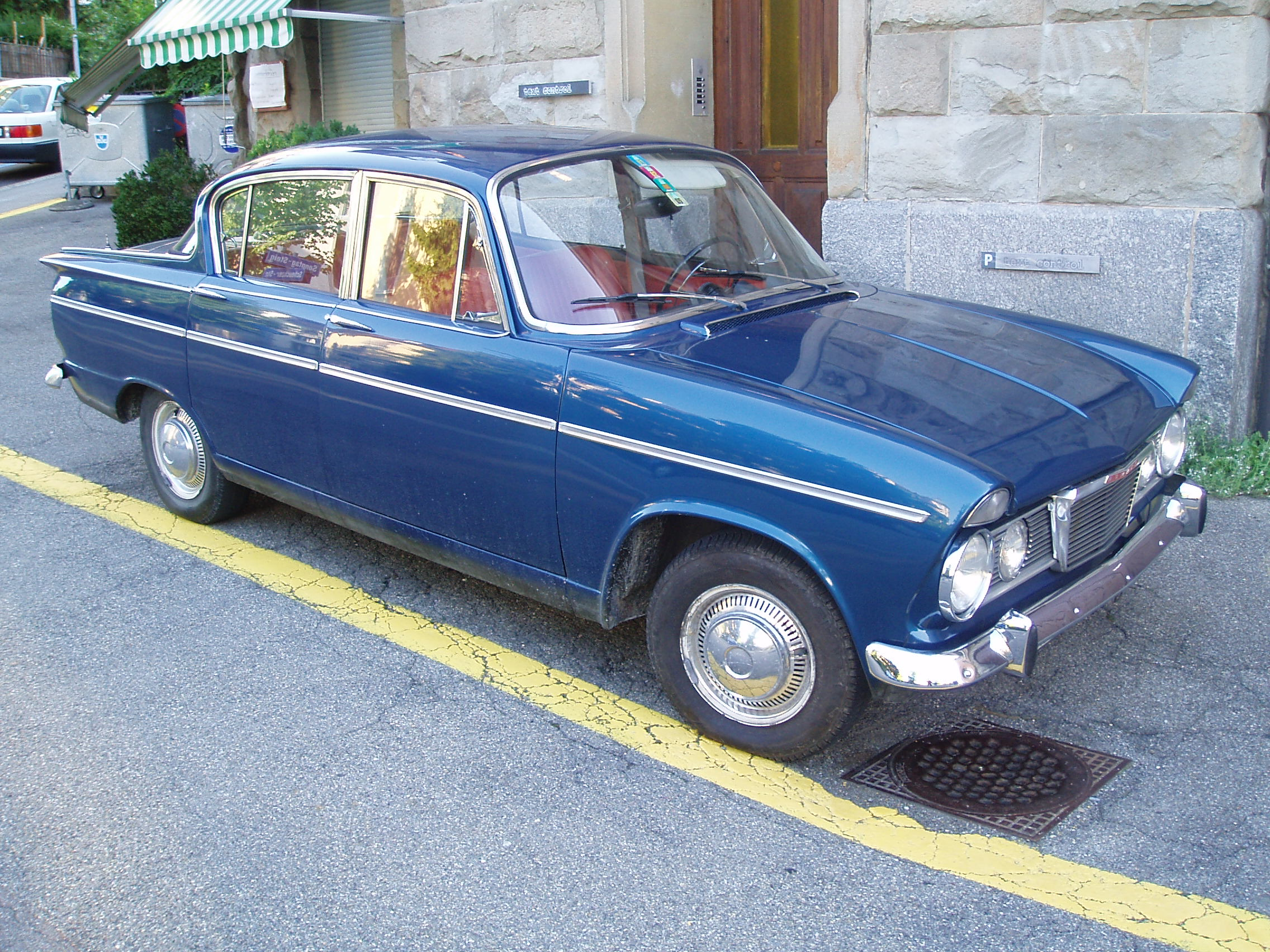
Humber Sceptre

Humber är ett brittiskt bilmärke som verkade mellan 1898 och 1976.

## Historia

### 1898 - 1929
Thomas Humber startade sin verksamhet i Sheffield 1868 med att bygga cyklar. Företaget expanderade under slutet av 1800-talet och startade nya fabriker i Nottingham, Beeston och Wolverhampton. 1889 startades en fabrik i Coventry för att bygga motorcyklar. 1898 byggde man sin första bil vid anläggningen i Beeston. Humbers tidiga bilar var små, som Humberette från 1903. Från mitten av första årtiondet byggde man även större bilar vid fabriken i Coventry. 1908 drabbades Humber av ekonomiska problem och koncentrerade bilproduktionen till Coventry. I början av 1920-talet hade man etablerat sig som tillverkare av rejäla och pålitliga bilar och 1923 fick Humber en stor framgång i 8/18-modellen. Företaget expanderade genom uppköp av lastbilstillverkaren Commer. 1929 köpte man även konkurrenten Hillman, men blev sedan själva uppköpta av Rootes.

### 1929 - 1967
Från 1929 inleddes en allt större samordning mellan Rootes märken. Samma år kom den första i en rad av sexcylindriga Snipe-modeller och 1933 den fyrcylindriga 12 hp. Humber positionerades som koncernens dyrare märke och vid andra världskrigets utbrott tillverkades bara sexcylindriga bilar. Dessa användes under kriget som stabsbilar och utgjorde även grunden för lätta pansarbilar. Efter kriget fortsatte produktionen av Super Snipe, men programmet kompletterades med den fyrcylindriga Hawk. Från 1957 delade dessa modeller samma självbärande kaross. 1963 drabbades även Humber av Rootes notoriska badge engineering när man introducerade instegsmodellen Sceptre, baserad på Hillman Super Minx.

### 1967 - 1976
Sedan Chrysler tagit över Rootes 1967 försvann de stora Humber-bilarna samma år. 1968 presenterades en ny Sceptre, baserad på Hillman Hunter. Detta var den enda modell som producerades fram till 1976, då Chrysler lade ned sina brittiska märken och döpte om bilarna till Chrysler.

## Några Humber-modeller
- 1902 Humber 8 hp
- 1902 Humber 12 hp
- 1903 Humber 20 hp
- 1903-1904 Humberette
- 1905 Humber 8/10
- 1905-1907 Humber 10/12
- 1908-1909 Humber 30/40
- 1911-1915 Humberette
- 1912 Humber 11 hp
- 1919-1921 Humber 10 hp [3]
- 1919-1925 Humber 15.9
- 1921-1925 Humber 12/25
- 1922-1925 Humber 8/18
- 1924-1928 Humber 15/40
- 1925-1930 Humber 9/28
- 1926-1929 Humber 14/40
- 1926-1929 Humber 20/65
- 1928-1932 Humber 16/50
- 1929-1947 Humber Snipe
- 1930-1954 Humber Pullman
- 1933-1937 Humber 12 hp
- 1936-1940 Humber 16 hp
- 1938-1967 Humber Super Snipe
- 1945-1967 Humber Hawk
- 1961-1976 Humber Sceptre